# Passé oublié

Passé oublié (The Three Lives of Karen) est un téléfilm américain réalisé par David Burton Morris et diffusé en 1997.

## Synopsis
une jeune femme amnésique est en relation avec un inspecteur de police.

## Fiche technique
- Titre original : The Three Lives of Karen
- Scénario : David Chisholm
- Durée : 89 min
- Pays :  États-Unis

## Distribution
- Gail O'Grady (VF : Martine Irzenski) : Karen Winthrop / Emily Riggs / Cindy Last
- Dennis Boutsikaris : Paul
- Tim Guinee : Matt
- Monica Bugajski : Jessica
- Kelsey Elizabeth Boulware : Jessica (à 6 ans)
- Bonnie Johnson (VF : Anne Jolivet) : Lois
- Ana Harrison : Lois jeune
- Tom Nowicki : William Last
- Gina Stewart (VF : Léa Gabriele) : la mère de Karen
- Rick Warner : Dr. Richards
- Marguerite Lowell : Donna
- Diana Taylor : Faye
- Suellen Yates : Clara
- John Keenan : Tom Riggs
- Mike McGovern : Ben
- Schelli Barbaro : Martha
- Nina Repeta : Glenda
- Rick Forrester : le patrouilleur du port
- Richard Fullerton : le conducteur de bus
- Terry Loughlin : Dr. Laney
- Dorothy Brown : l'inspectrice
- Alex Williams : Karen (à 6 ans)
- Michelle White : Karen (à 16 ans)
- Kelly Jones Gabriele : Janet
- Claudia Smith : Phyllis
- Stacey Herring : la secrétaire d'école
- Jemila Ericson : le bibliothécaire
- Paul Sincoff : le surveillant de plage
- Eric Michael Traylor : le chauffeur
- Bill Flaman : le sauveteur

 Source et légende : version française (VF) sur RS Doublage et selon le carton du doublage français télévisuel.